# Mister Frost
Pour plus de détails, voir Fiche technique et Distribution.
Mister Frost est un film franco-britannique réalisé par Philippe Setbon et sorti en 1990.
Jeff Goldblum y tient le rôle-titre de Mister Frost.

## Synopsis
Mr Frost est enfermé dans un hôpital psychiatrique après avoir commis plusieurs crimes. Son comportement intrigue le personnel de l'établissement.

## Fiche technique
- Réalisation : Philippe Setbon
- Scénario : Brad Lynch, Philippe Setbon
- Adaptation : Derry Hall, Louise Vincent
- Image : Dominique Brenguier
- Musique : Steve Levine
- Montage : Ray Lovejoy
- Production :  AAA Productions, Hugo Films, Overseas Multi Media
- Durée : 104 minutes
- Dates de sortie :
  - France : 11 avril 1990
  - États-Unis : 9 novembre 1990
  - Royaume-Uni : 7 décembre 1990

## Distribution
- Jeff Goldblum (VF : Jean Barney) : Mr. Frost
- Alan Bates : Felix Detweiler
- Kathy Baker : Dr Sarah Day
- Jean-Pierre Cassel : Inspector Corelli
- Daniel Gélin : Simon Scolari
- François Négret : Christopher Kovac
- Maxime Leroux : Frank Larcher
- Vincent Schiavelli : Angelo
- Roland Giraud : Raymond Reynhardt
- Catherine Allégret : Dr Corbin
- Patrice Melennec : Phil
- Mike Marshall : Patrick Hollander
- Henri Serre : André Kovac
- Raymond Aquilon : Élias
- Charley Boorman

## Production
Le tournage se déroule à Paris
[réf. nécessaire].